# Dakota (Illinois)
Dakota é uma vila localizada no estado americano de Illinois, no Condado de Stephenson.

## Demografia
Segundo o censo americano de 2000, a sua população era de 499 habitantes.
Em 2006, foi estimada uma população de 482, um decréscimo de 17 (-3.4%).

## Geografia
De acordo com o United States Census Bureau tem uma área de
0,7 km², dos quais 0,7 km² cobertos por terra e 0,0 km² cobertos por água. Dakota localiza-se a aproximadamente 288 m acima do nível do mar.

## Localidades na vizinhança
O diagrama seguinte representa as localidades num raio de 16 km ao redor de Dakota.